# Ашкенази, Ойген
Ойген Ашкенази (нем. Eugen Askenasy; 5 мая 1845, Тернополь — 24 августа 1903, Зёльден) — немецкий и австрийский биолог.

## Биография
С 1855 по 1859 год учился в знаменитой Дрезденской евангельской «кройцгимназии». В 1862 году изучал сельское хозяйство в Гогенгаймском университете, с 1864 года учился в Гейдельберском университете, где изучал ботанику у Юлиуса Сакса и Вильгельма Гофмейстера.
После присвоения ему докторской степени в 1866 году он шестью годами позже он получил хабилитацию, защитив работу «Ботанико-морфологические исследования» (нем. Botanisch-morphologische Studien). В 1881 году стал чрезвычайным профессором, а в 1897 году — почетным профессором Гейдельбергского университета. Исследовал, среди прочего, физиологии роста и физические основы движения воды в растениях, а также аспекты науки о водорослях. В 1895 году выдвинул теорию когезии для сокодвижения в ксилеме.
В 1886 году принят в Немецкую императорскую академию естествоиспытателей «Леопольдина». Кроме того, был членом Зенкенбергского общества исследования природы, Гейдельбергского природоведческого союза и Немецкого ботанического общества. Его библиотеку по завещанию передали Гейдельбергскому ботаническому институту, а его цветок — Зенкенбергскому обществу во Франкфурте.

## Публикации
- «Beiträge zur Kenntniss des Chorophylls und einiger dasselbe begleitender Farbstoffe»
- Beiträge zur Критик der Darwin’schen Lehre, 1872
- Ueber eine neue Methode, um die Vertheilung der Wachsthumsintersität in wachsenden Theilen zu bestimmen, 1878
- Ueber einige Beziehungen zwischen Wachsthum und Temperatur, 1890
- Beiträge zur Erklärung des Saftsteigens, 1896